# Roland Leitinger

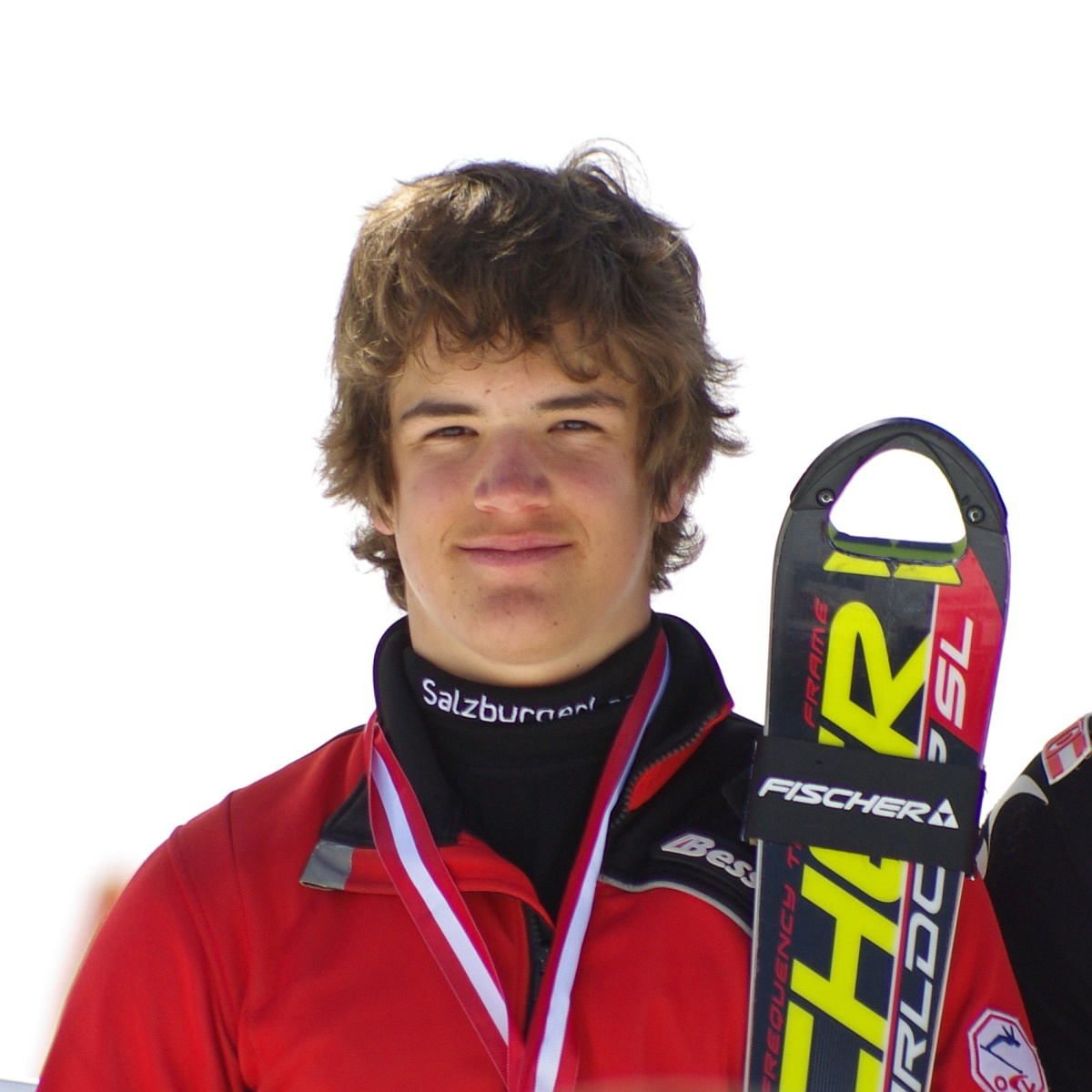
Roland Leitinger

Roland Leitinger, född 13 maj 1991, är en österrikisk alpin skidåkare som vann silvermedalj i storslalom vid världsmästerskapen i alpin skidsport 2017.